# Julia Michaels/Diskografie
Diese Diskografie ist eine Übersicht über die musikalischen Werke der US-amerikanischen Popsängerin und Songwriterin Julia Michaels. Den Schallplattenauszeichnungen zufolge hat sie bisher mehr als 100,5 Millionen Tonträger verkauft, davon alleine in ihrer Heimat über 52,5 Millionen. Ihre erfolgreichste Veröffentlichung als Interpretin ist die Single Issues mit über 8,6 Millionen verkauften Einheiten.

## Alben

### Studioalben
| Jahr | Titel Musiklabel                                  | Höchstplatzierung, Gesamtwochen, AuszeichnungChartplatzierungen (Jahr, Titel, Musiklabel, Platzierungen, Wochen, Auszeichnungen, Anmerkungen) | Höchstplatzierung, Gesamtwochen, AuszeichnungChartplatzierungen (Jahr, Titel, Musiklabel, Platzierungen, Wochen, Auszeichnungen, Anmerkungen) | Höchstplatzierung, Gesamtwochen, AuszeichnungChartplatzierungen (Jahr, Titel, Musiklabel, Platzierungen, Wochen, Auszeichnungen, Anmerkungen) | Höchstplatzierung, Gesamtwochen, AuszeichnungChartplatzierungen (Jahr, Titel, Musiklabel, Platzierungen, Wochen, Auszeichnungen, Anmerkungen) | Höchstplatzierung, Gesamtwochen, AuszeichnungChartplatzierungen (Jahr, Titel, Musiklabel, Platzierungen, Wochen, Auszeichnungen, Anmerkungen) | Anmerkungen                          |
| Jahr | Titel Musiklabel                                  | DE | AT | CH | UK | US | Anmerkungen                          |
| ---- | ------------------------------------------------- | --- | --- | --- | --- | --- | ------------------------------------ |
| 2021 | Not in Chronological Order Republic Records (UMG) | — | — | — | — | US183 (1 Wo.)US | Erstveröffentlichung: 30. April 2021 |

### EPs
| Jahr | Titel Musiklabel                              | Höchstplatzierung, Gesamtwochen, AuszeichnungChartplatzierungen (Jahr, Titel, Musiklabel, Platzierungen, Wochen, Auszeichnungen, Anmerkungen) | Höchstplatzierung, Gesamtwochen, AuszeichnungChartplatzierungen (Jahr, Titel, Musiklabel, Platzierungen, Wochen, Auszeichnungen, Anmerkungen) | Höchstplatzierung, Gesamtwochen, AuszeichnungChartplatzierungen (Jahr, Titel, Musiklabel, Platzierungen, Wochen, Auszeichnungen, Anmerkungen) | Höchstplatzierung, Gesamtwochen, AuszeichnungChartplatzierungen (Jahr, Titel, Musiklabel, Platzierungen, Wochen, Auszeichnungen, Anmerkungen) | Höchstplatzierung, Gesamtwochen, AuszeichnungChartplatzierungen (Jahr, Titel, Musiklabel, Platzierungen, Wochen, Auszeichnungen, Anmerkungen) | Anmerkungen                           |
| Jahr | Titel Musiklabel                              | DE | AT | CH | UK | US | Anmerkungen                           |
| ---- | --------------------------------------------- | --- | --- | --- | --- | --- | ------------------------------------- |
| 2010 | Julia Michaels BFM Digital                    | — | — | — | — | — | Erstveröffentlichung: 20. Juli 2010   |
| 2012 | Futuristic Mighty Generation Music            | — | — | — | — | — | Erstveröffentlichung: 18. April 2012  |
| 2017 | Nervous System Republic Records (UMG)         | — | — | — | — | US48 (6 Wo.)US | Erstveröffentlichung: 28. Juli 2017   |
| 2019 | Inner Monologue, Pt. I Republic Records (UMG) | — | — | — | — | US99 (1 Wo.)US | Erstveröffentlichung: 24. Januar 2019 |
| 2019 | Inner Monologue, Pt. 2 Republic Records (UMG) | — | — | — | — | — | Erstveröffentlichung: 28. Juni 2019   |

## Singles

### Als Leadmusikerin
| Jahr | Titel Album                        | Höchstplatzierung, Gesamtwochen, AuszeichnungChartplatzierungen (Jahr, Titel, Album, Platzierungen, Wochen, Auszeichnungen, Anmerkungen) | Höchstplatzierung, Gesamtwochen, AuszeichnungChartplatzierungen (Jahr, Titel, Album, Platzierungen, Wochen, Auszeichnungen, Anmerkungen) | Höchstplatzierung, Gesamtwochen, AuszeichnungChartplatzierungen (Jahr, Titel, Album, Platzierungen, Wochen, Auszeichnungen, Anmerkungen) | Höchstplatzierung, Gesamtwochen, AuszeichnungChartplatzierungen (Jahr, Titel, Album, Platzierungen, Wochen, Auszeichnungen, Anmerkungen) | Höchstplatzierung, Gesamtwochen, AuszeichnungChartplatzierungen (Jahr, Titel, Album, Platzierungen, Wochen, Auszeichnungen, Anmerkungen) | Anmerkungen                                              |
| Jahr | Titel Album                        | DE | AT | CH | UK | US | Anmerkungen                                              |
| ---- | ---------------------------------- | --- | --- | --- | --- | --- | -------------------------------------------------------- |
| 2010 | Born to Party Julia Michaels       | — | — | — | — | — | Erstveröffentlichung: 17. Juni 2010                      |
| 2017 | Issues Nervous System              | DE29 Platin · (22 Wo.)DE | AT36 (18 Wo.)AT | CH22 (40 Wo.)CH | UK10 ×2Doppelplatin · (37 Wo.)UK | US11 ×5Fünffachplatin · (29 Wo.)US | Erstveröffentlichung: 13. Januar 2017                    |
| 2017 | Uh Huh Nervous System              | — | — | — | — | — | Erstveröffentlichung: 2. Juni 2017                       |
| 2017 | Hurt Somebody Busyhead             | — | — | — | UK— SilberUK | US— GoldUS | Erstveröffentlichung: 15. September 2017 mit Noah Kahan  |
| 2018 | Heaven Fifty Shades Freed (O.S.T.) | DE71 (4 Wo.)DE | AT53 (5 Wo.)AT | CH69 (5 Wo.)CH | UK77 Silber · (6 Wo.)UK | US— PlatinUS | Erstveröffentlichung: 26. Januar 2018                    |
| 2018 | Jump –                             | — | — | — | — | — | Erstveröffentlichung: 4. Mai 2018 feat. Trippie Redd     |
| 2019 | Anxiety Inner Monologue, Pt. I     | — | — | — | — | — | Erstveröffentlichung: 25. Januar 2019 feat. Selena Gomez |
| 2019 | What a Time Inner Monologue, Pt. I | — | — | — | UK71 Platin · (3 Wo.)UK | US— PlatinUS | Erstveröffentlichung: 29. März 2019 feat. Niall Horan    |
| 2019 | Okay –                             | — | — | — | — | — | Erstveröffentlichung: 23. April 2019 feat. Lany          |
| 2019 | If You Need Me –                   | — | — | — | — | — | Erstveröffentlichung: 13. September 2019                 |
| 2019 | Cool Anymore Jordan Davis          | — | — | — | — | US— GoldUS | Erstveröffentlichung: 8. November 2019 mit Jordan Davis  |

### Als Gastmusikerin
| Jahr | Titel Album                                               | Höchstplatzierung, Gesamtwochen, AuszeichnungChartplatzierungen (Jahr, Titel, Album, Platzierungen, Wochen, Auszeichnungen, Anmerkungen) | Höchstplatzierung, Gesamtwochen, AuszeichnungChartplatzierungen (Jahr, Titel, Album, Platzierungen, Wochen, Auszeichnungen, Anmerkungen) | Höchstplatzierung, Gesamtwochen, AuszeichnungChartplatzierungen (Jahr, Titel, Album, Platzierungen, Wochen, Auszeichnungen, Anmerkungen) | Höchstplatzierung, Gesamtwochen, AuszeichnungChartplatzierungen (Jahr, Titel, Album, Platzierungen, Wochen, Auszeichnungen, Anmerkungen) | Höchstplatzierung, Gesamtwochen, AuszeichnungChartplatzierungen (Jahr, Titel, Album, Platzierungen, Wochen, Auszeichnungen, Anmerkungen) | Anmerkungen                                                                      |
| Jahr | Titel Album                                               | DE | AT | CH | UK | US | Anmerkungen                                                                      |
| ---- | --------------------------------------------------------- | --- | --- | --- | --- | --- | -------------------------------------------------------------------------------- |
| 2016 | Carry Me Cloud Nine                                       | — | — | — | — | — | Erstveröffentlichung: 12. August 2016 Kygo feat. Julia Michaels                  |
| 2017 | I Miss You What Is Love?                                  | DE49 Gold · (21 Wo.)DE | AT57 Gold · (13 Wo.)AT | CH43 (24 Wo.)CH | UK4 ×2Doppelplatin · (30 Wo.)UK | US92 Gold · (1 Wo.)US | Erstveröffentlichung: 27. Oktober 2017 Clean Bandit feat. Julia Michaels         |
| 2018 | Coming Home Graffiti U                                    | — | — | — | — | US50 Gold · (7 Wo.)US | Erstveröffentlichung: 21. März 2018 Keith Urban feat. Julia Michaels             |
| 2018 | There’s No Way –                                          | — | — | CH86 (1 Wo.)CH | — | US— PlatinUS | Erstveröffentlichung: 27. September 2018 Lauv feat. Julia Michaels               |
| 2018 | Lie to Me (Remix) –                                       | — | — | — | UK99 (1 Wo.)UK | — | Erstveröffentlichung: 21. Dezember 2018 5 Seconds of Summer feat. Julia Michaels |
| 2019 | Peer Pressure Oh My Messy Mind EP                         | — | — | CH88 (1 Wo.)CH | UK85 Silber · (2 Wo.)UK | US— GoldUS | Erstveröffentlichung: 22. Februar 2019 James Bay feat. Julia Michaels            |
| 2019 | If the World Was Ending Dangerous Levels of Introspection | DE— GoldDE | AT65 Platin · (2 Wo.)AT | CH56 Gold · (19 Wo.)CH | UK14 ×2Doppelplatin · (32 Wo.)UK | US27 ×4Vierfachplatin · (29 Wo.)US | Erstveröffentlichung: 17. Oktober 2019 JP Saxe feat. Julia Michaels              |

## Autorenbeteiligungen (Auswahl)
- 2013: Fifth Harmony – Miss Movin’ On (US # 76)
- 2013: Selena Gomez – Slow Down (US #27, AT #71)
- 2014: Nicole Scherzinger – Run (UK #46)
- 2015: Hailee Steinfeld – Love Myself (US #30, CH #64)
- 2015: Rita Ora – Poison (UK #3)
- 2015: Justin Bieber – Sorry (US #1, UK #1, DE #3, AT #2, CH #2)
- 2015: Justin Bieber feat. Halsey – The Feeling (US #31, UK #34, DE #87, AT #71)
- 2015: Gwen Stefani – Used to Love You (US #52)
- 2015: Selena Gomez – Me and the Rhythm
- 2015: Selena Gomez – Hands to Myself (US #7, UK #14, DE #52, AT #37, CH #40)
- 2016: Hailee Steinfeld – Rock Bottom
- 2016: Astrid S – Hurts So Good
- 2016: Gwen Stefani – Make Me Like You (US #54)
- 2016: Gwen Stefani – Misery
- 2016: Fifth Harmony feat. Fetty Wap – All in My Head (Flex) (US #24, UK #25)
- 2016: Nick Jonas feat. Tove Lo – Close (US #14, UK #25, DE #61, AT #54, CH #39)
- 2016: Britney Spears – Do You Wanna Come Over?
- 2016: Britney Spears feat. Tinashe – Slumber Party (US #86)
- 2016: Bleachers – Hate That You Know Me
- 2017: Sofia Carson & Alan Walker – Back to Beautiful
- 2017: Linkin Park feat. Kiiara – Heavy (US #45, UK #43, DE #12, AT #9, CH #8)
- 2017: Ed Sheeran – Dive (US #49, UK #8, DE #23, AT #26)
- 2017: Zara Larsson – One Mississippi
- 2017: Selena Gomez – Bad Liar (US #27, UK #35, DE #36, AT #27, CH #31)
- 2017: Astrid S – Party’s Over
- 2017: Snakehips & Anne-Marie feat. Joey Badass – Either Way (UK #47)
- 2017: Justin Bieber & BloodPop® – Friends (US #20, UK #2, DE #5, AT #2, CH #3)
- 2017: Robin Schulz – Like You Mean It
- 2017: P!nk – Barbies
- 2018: Shawn Mendes – Nervous
- 2018: Shawn Mendes & Julia Michaels – Like to Be You
- 2018: 5 Seconds of Summer – If Walls Could Talk
- 2019: Selena Gomez – Lose You to Love Me
- 2019: Selena Gomez – Look at Her Now

## Sonderveröffentlichungen
Gastbeiträge
- 2015: Trade Hearts (Jason Derulo feat. Julia Michaels)
- 2015: Straight into the Fire (Zedd mit Julia Michaels)
- 2017: Friends (Remix) (Justin Bieber & BloodPop® feat. Julia Michaels)
- 2018: Like to Be You (Shawn Mendes feat. Julia Michaels)
- 2018: Light Me Up (RL Grime feat. Miguel & Julia Michaels)

## Statistik

### Chartauswertung
|                     | US    |
| ------------------- | ----- |
| Nummer-eins-Alben   | US—US |
| Top-10-Alben        | US—US |
| Alben in den Charts | US3US |

|                       | DE    | AT    | CH    | UK    | US    |
| --------------------- | ----- | ----- | ----- | ----- | ----- |
| Nummer-eins-Singles   | DE—DE | AT—AT | CH—CH | UK—UK | US—US |
| Top-10-Singles        | DE—DE | AT—AT | CH—CH | UK2UK | US—US |
| Singles in den Charts | DE3DE | AT4AT | CH6CH | UK6UK | US4US |

### Auszeichnungen für Musikverkäufe
| Land/RegionAuszeichnungen für Musikverkäufe (Land/Region, Auszeichnungen, Verkäufe, Quellen) | Silber     | Gold         | Platin         | Diamant       | Verkäufe   | Quellen              |
| -------------------------------------------------------------------------------------------- | ---------- | ------------ | -------------- | ------------- | ---------- | -------------------- |
| Australien (ARIA)                                                                            | —          | 4× Gold4     | 66× Platin66   | —             | 4.760.000  | aria.com.au          |
| Belgien (BRMA)                                                                               | —          | 3× Gold3     | 6× Platin6     | —             | 250.000    | ultratop.be          |
| Brasilien (PMB)                                                                              | —          | 6× Gold6     | 27× Platin27   | 11× Diamant11 | 4.060.000  | pro-musicabr.org.br  |
| Dänemark (IFPI)                                                                              | —          | 7× Gold7     | 21× Platin21   | —             | 2.135.000  | ifpi.dk              |
| Deutschland (BVMI)                                                                           | —          | 8× Gold8     | 4× Platin4     | —             | 3.450.000  | musikindustrie.de    |
| Ecuador (SOPROFON)                                                                           | —          | —            | Platin1        | —             | 6.000      | Einzelnachweise      |
| Finnland (IFPI)                                                                              | —          | Gold1        | —              | —             | 20.000     | Einzelnachweise      |
| Frankreich (SNEP)                                                                            | —          | 5× Gold5     | Platin1        | 2× Diamant2   | 1.166.666  | snepmusique.com      |
| Italien (FIMI)                                                                               | —          | 8× Gold8     | 15× Platin15   | —             | 970.000    | fimi.it              |
| Japan (RIAJ)                                                                                 | —          | 2× Gold2     | Platin1        | —             | 100.000    | riaj.or.jp JP2       |
| Kanada (MC)                                                                                  | —          | 9× Gold9     | 45× Platin45   | —             | 3.920.000  | musiccanada.com      |
| Mexiko (AMPROFON)                                                                            | —          | 6× Gold6     | 5× Platin5     | Diamant1      | 780.000    | amprofon.com.mx      |
| Neuseeland (RMNZ)                                                                            | —          | 7× Gold7     | 32× Platin32   | —             | 982.500    | radioscope.co.nz NZ2 |
| Norwegen (IFPI)                                                                              | —          | 3× Gold3     | 26× Platin26   | —             | 1.755.000  | ifpi.no              |
| Österreich (IFPI)                                                                            | —          | 3× Gold3     | 4× Platin4     | —             | 165.000    | ifpi.at              |
| Polen (ZPAV)                                                                                 | —          | 2× Gold2     | 15× Platin15   | Diamant1      | 765.000    | olis.pl              |
| Portugal (AFP)                                                                               | —          | 5× Gold5     | 13× Platin13   | —             | 155.000    | Einzelnachweise      |
| Schweden (IFPI)                                                                              | —          | 5× Gold5     | 23× Platin23   | —             | 1.160.000  | sverigetopplistan.se |
| Schweiz (IFPI)                                                                               | —          | 2× Gold2     | Platin1        | —             | 40.000     | hitparade.ch         |
| Spanien (Promusicae)                                                                         | —          | 9× Gold9     | 11× Platin11   | —             | 750.000    | elportaldemusica.es  |
| Südkorea (KMCA)                                                                              | —          | —            | 4× Platin4     | —             | 2.500.000  | circlechart.kr       |
| Taiwan (RIT)                                                                                 | —          | —            | Platin1        | —             | 10.000     | Einzelnachweise      |
| Vereinigte Staaten (RIAA)                                                                    | —          | 7× Gold7     | 39× Platin39   | Diamant1      | 52.500.000 | riaa.com             |
| Vereinigtes Königreich (BPI)                                                                 | 8× Silber8 | 5× Gold5     | 24× Platin24   | —             | 18.144.000 | bpi.co.uk            |
| Insgesamt                                                                                    | 8× Silber8 | 107× Gold107 | 385× Platin385 | 16× Diamant16 |            |                      |